# اولد ویندزور
اولد ویندزور (به انگلیسی: Old Windsor) یک روستا و محله مدنی در بریتانیا است که در Windsor and Maidenhead واقع شده‌است. اولد ویندزور ۴٬۷۷۵ نفر جمعیت دارد.